# Poa arida
Poa arida là một loài cỏ trong họ hòa thảo, thuộc chi poa.

## Hình ảnh

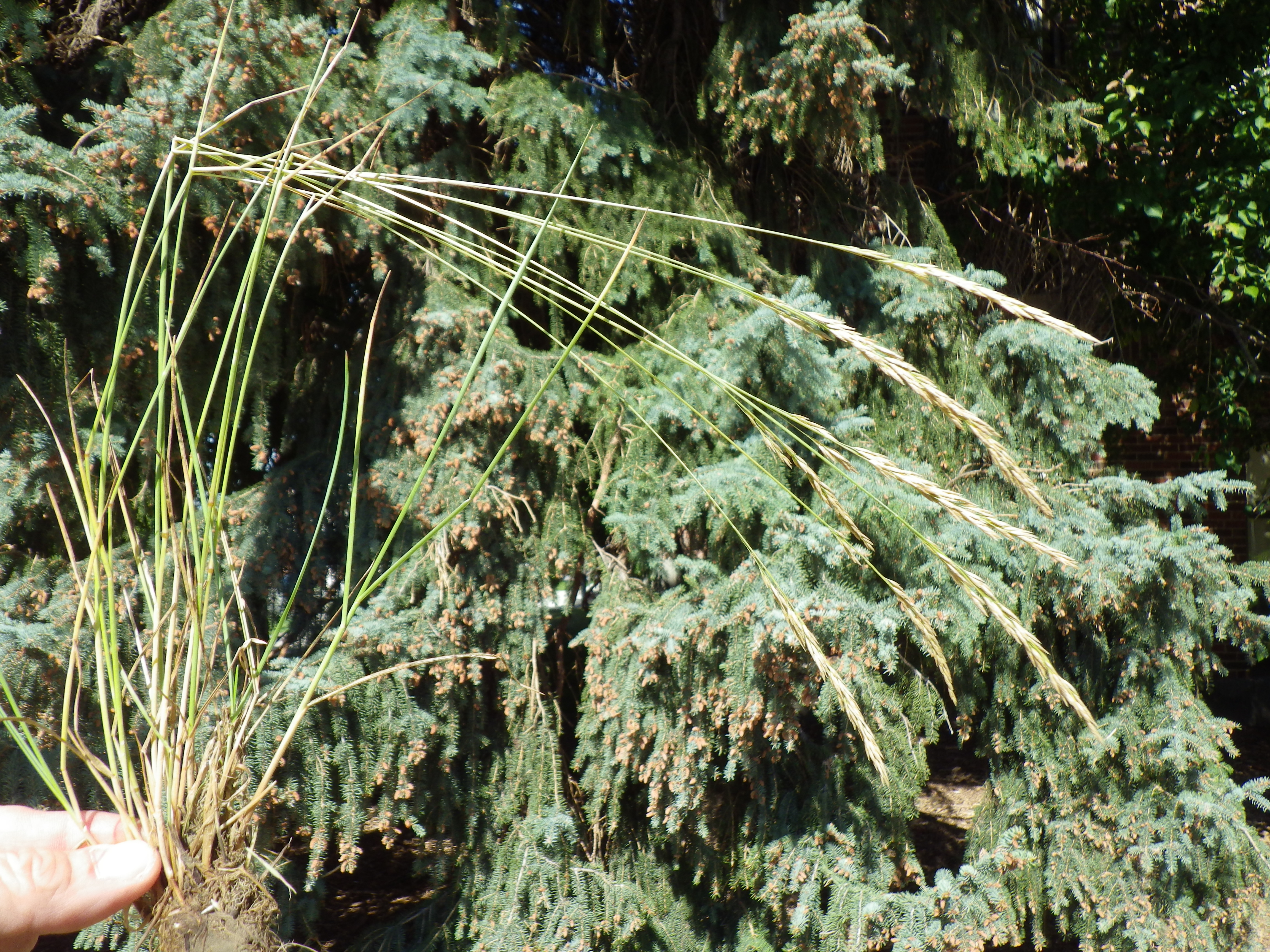
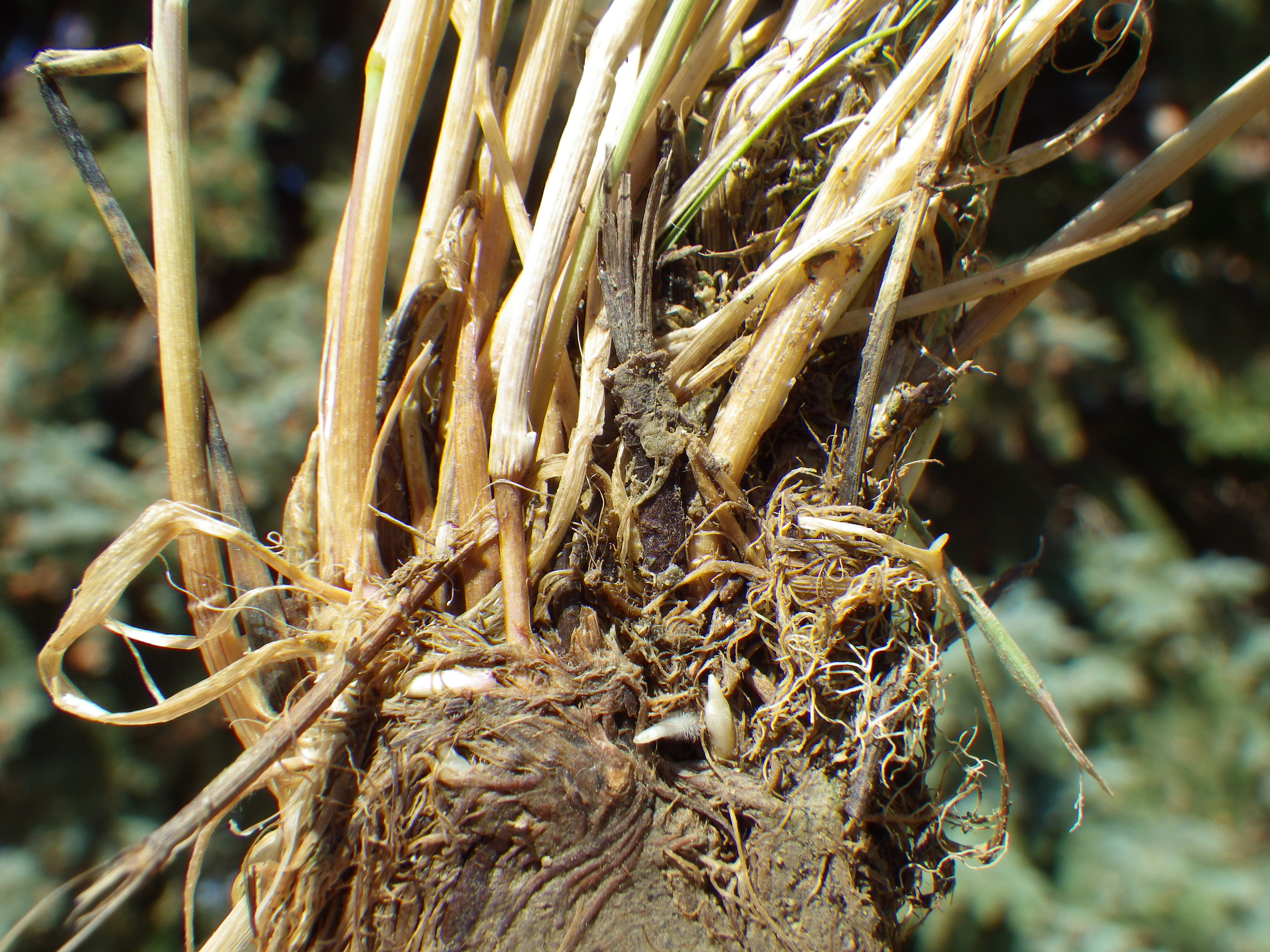
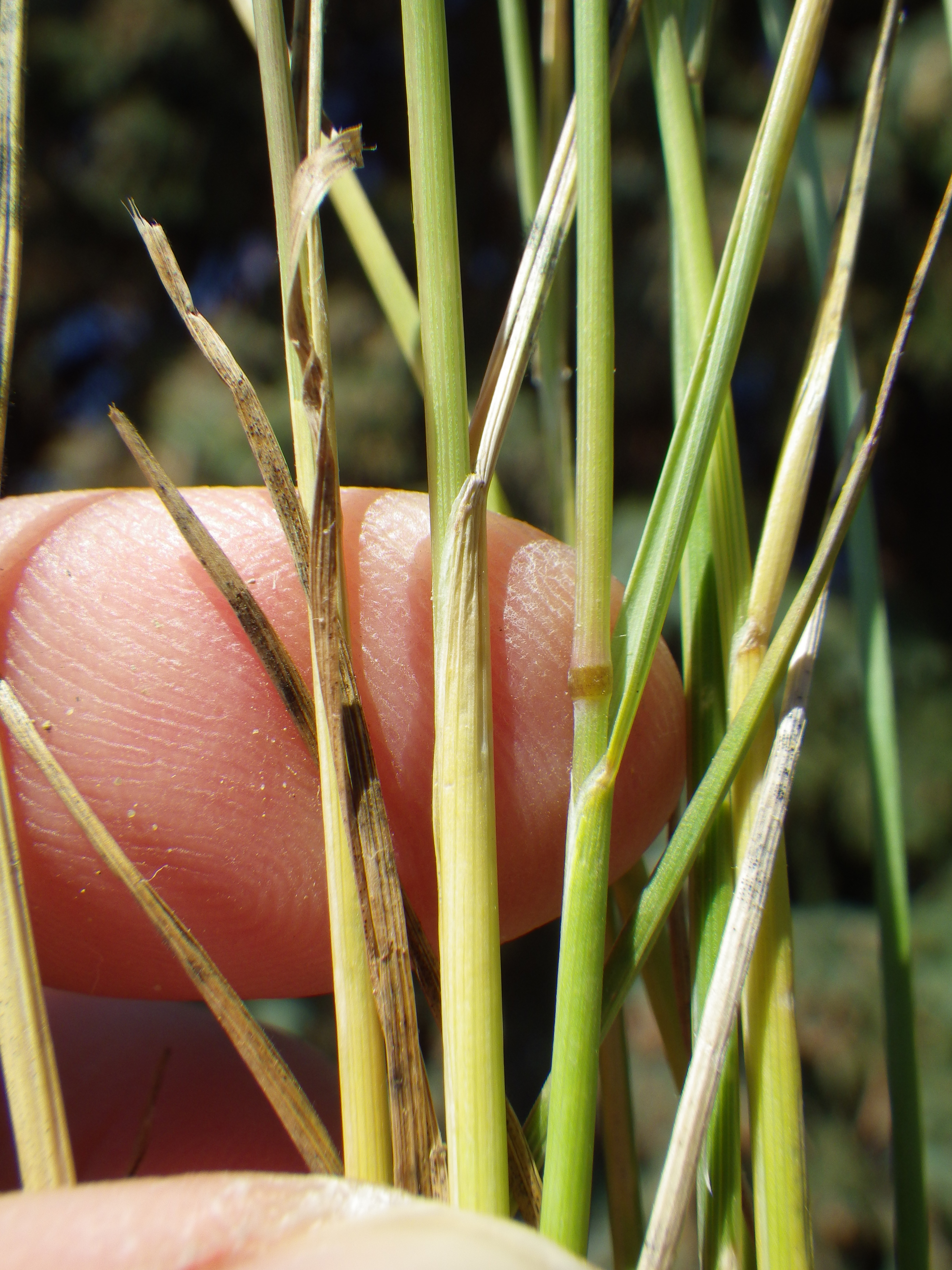
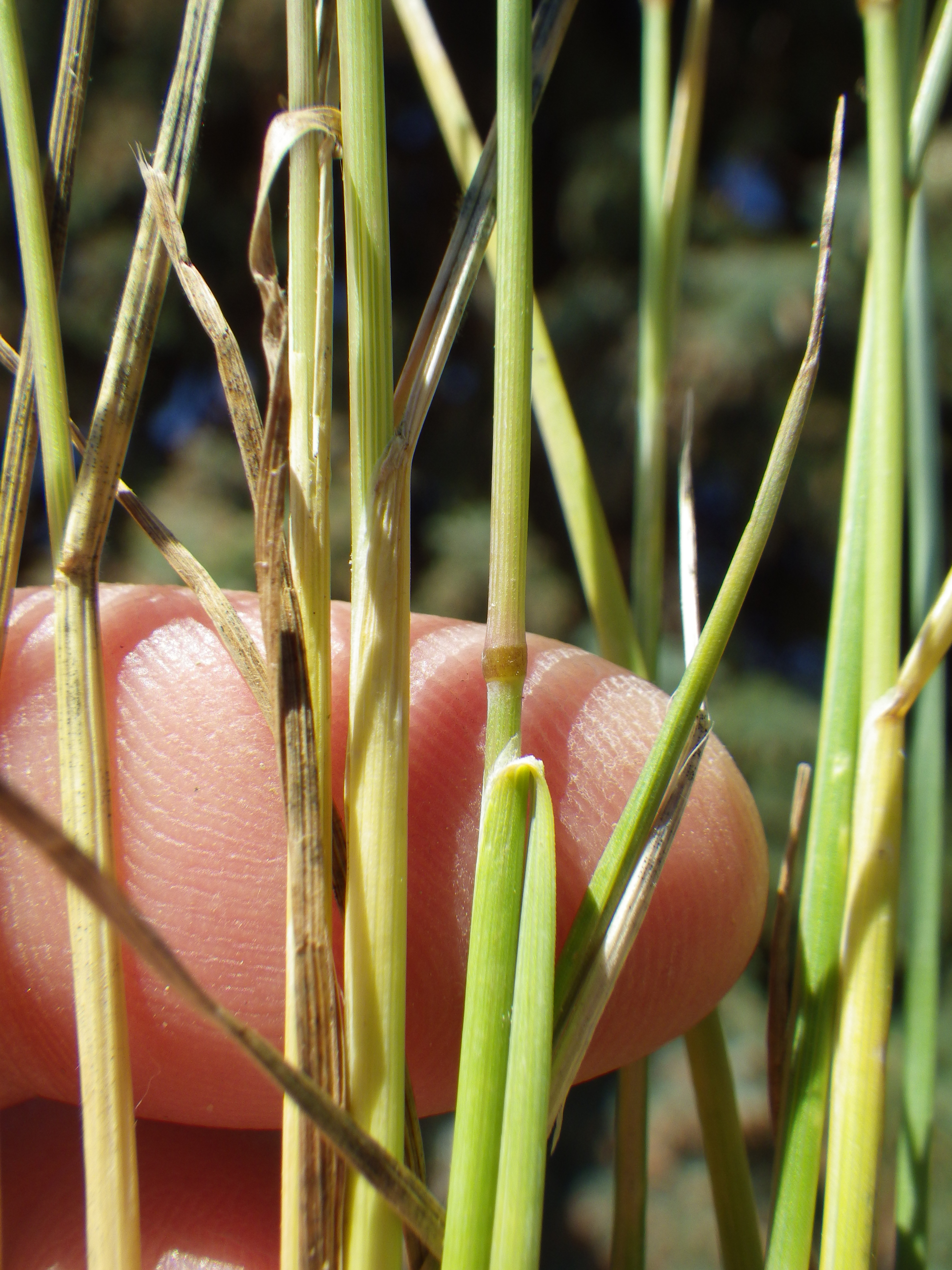